# Sam Stith
Samuel Elwood Stith, detto Sam (Greenville County, 22 luglio 1937), è un ex cestista statunitense, professionista nella NBA.
È il fratello di Tom Stith.

## Carriera
Venne selezionato dai Cincinnati Royals all'ottavo giro del Draft NBA 1960 (56ª scelta assoluta).

## Palmarès
- Campione EPBL (1963)